# Battaglia di Golpejera
La battaglia di Golpejera, anche nota come Golpejar, fu una battaglia tra regni cristiani combattuta all'inizio del gennaio 1072. Il re Sancho II di Castiglia (il Forte) sconfisse le forze del fratello Alfonso VI di León (il Valoroso) nei pressi di Carrión de los Condes. È nota soprattutto per essere stata una delle battaglie cui partecipò El Cid.

## Scenario storico
Nell'XI secolo i tre regni di Castiglia, León e Galizia erano uniti sotto un unico re, Ferdinando I di León, noto come il Grande. Ma le sue decisioni circa la sua successione portarono ad anni di conflitto tra i fratelli.
Se Ferdinando avesse seguito la legge di successione della Navarra (Ferdinando era figlio di Sancio III di Navarra), allora il suo figlio maggiore, Sancho, avrebbe dovuto ricevere la maggior parte dell'eredità. La nobiltà di León, però, si vedeva come la suprema erede dell'antico regno ispanico-gotico e si rifiutò di essere governata da un monarca castigliano. Castiglia fino a poco tempo prima era stata solo una contea di frontiera di León. Per cercare un compromesso, Ferdinando scelse di spartire tra i suoi figli i suoi domini, creando tre regni. Ad Alfonso andò León, a García la Galizia ed a Sancho la Castiglia. Alle due figlie, Urraca ed Elvira, egli concesse le città di Zamora e Toro.
Dopo la morte di suo padre, Sancho rivendicò i domini dei fratelli ed invase il regno del fratello. Dopo una prima battaglia, vinta da Sancho a Llantada nel 1068, che però ebbe poco valore, si arrivò allo scontro decisivo a Golpejera.

## Risultati e conseguenze
Sancho II sconfisse il fratello, Alfonso VI, lungo il fiume Carrión, a sud della città storica di Santa Maria de Carrion (oggi Carrión de los Condes).
La battaglia iniziò all'alba e dopo una lotta lunga e dura, i castigliani vennero costretti ad abbandonare il campo; ma Rodrigo Díaz de Vivar (El Cid) riuscì ad infondere coraggio sia al re che all'esercito ed a convincerli a ritentare un nuovo attacco la mattina successiva. Questa volta la vittoria arrise ai castigliani. Alfonso fu catturato, ma poi rilasciato e costretto ad andare in esilio. Dovette cercare rifugio a Toledo, che allora era nelle mani dei mori.
Nonostante questo risultato, la vittoria di Sancho fu assai breve; egli venne assassinato a tradimento mentre assediava i nobili Leonesi che gli avevano sequestrato la sorella Urraca a Zamora. Alfonso così poté tornare dall'esilio e governare il Regno congiunto di Castiglia e León.

## Nella cultura moderna
Questa battaglia figura nella campagna El Cid in Age of Empires II: The Conquerors Expansion col titolo di "Brother Against Brother" (Fratello contro fratello).